# Talsperre Kleine Kinzig
Die Talsperre Kleine Kinzig (Kleine-Kinzig-Talsperre) ist eine 1985 in Betrieb genommene Talsperre in Reinerzau bei Freudenstadt im Schwarzwald, (Baden-Württemberg). Sie dient der Trinkwasserversorgung, dem Hochwasserschutz, der Niedrigwasseraufhöhung und der Stromerzeugung aus Wasserkraft. Gestaut wird die Kleine Kinzig; die Talsperre gehört dem Zweckverband Kleine Kinzig.

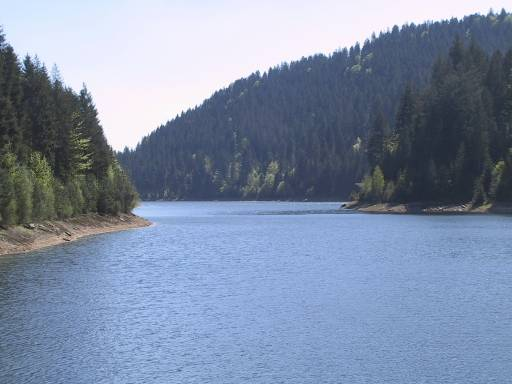
Der Stausee von Norden aus gesehen

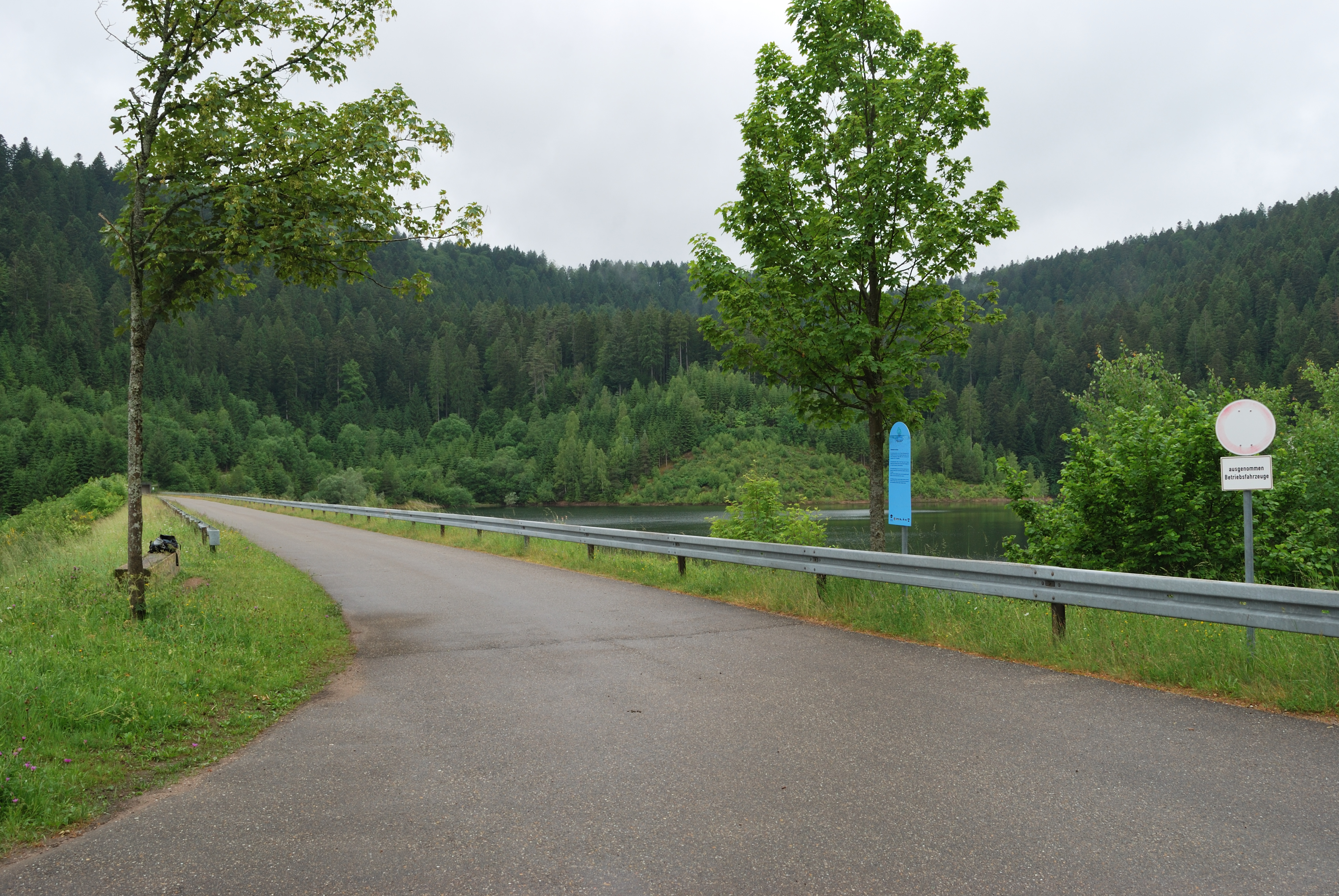
Straße über den Staudamm

Der Staudamm ist ein Steinschüttdamm mit Asphaltbeton-Innendichtung (bituminöse Kerndichtung). Der Damm aus Granit und Buntsandstein wurde von Mai 1981 bis Oktober 1982 geschüttet. Der Ersteinstau dauerte vom 13. Dezember 1982 bis Juni 1984.
Die Hochwasserentlastung ist in einem Turm mit kreisrundem Überlauf im Stauraum untergebracht, an den sich ein Stollen anschließt. Die installierte Leistung des Elektrizitätswerkes beträgt 580 Kilowatt. Die Talsperre liefert jährlich zwischen 3 und 8 Millionen Kubikmeter Trinkwasser.
Der Stausee ist rund 3 Kilometer lang, 450 Meter breit und hat eine maximale Tiefe von 60 Meter.
Die Talsperre hat eine Vorsperre mit einem 15 Meter hohen Damm aus Hangschuttmaterial.
Die Talsperre Kleine Kinzig ist nicht zu verwechseln mit der Kinzigtalsperre bei Steinau in Hessen.